# Euselasia attrita
Euselasia attrita is een vlindersoort uit de familie van de prachtvlinders (Riodinidae), onderfamilie Euselasiinae.
Euselasia attrita werd in 1916 beschreven door Adalbert Seitz.